# Happiness Is Dean Martin
Albums de Dean Martin
The Dean Martin TV Show
(1966) Welcome to My World
(1967)
Happiness Is Dean Martin est un album studio du chanteur américain Dean Martin, sorti en 1967. 

## Création et sortie
Happiness Is Dean Martin est arrangé par Ernie Freeman et Bill Justis. Dean Martin termine l'enregistrement de l'album deux jours avant de se produire au Sands Hotel de Las Vegas ; sa popularité dans cet établissement est alors telle que le magazine Variety rapporte que le maître d'hôtel « aurait pu doubler le nombre de places pour chacun des deux spectacles ».
Il s'agit du premier des deux albums de Dean Martin sortis en 1967, ce dernier ayant déjà enregistré cinq albums l'année précédente en plus d'avoir animé son propre show télévisé et tourné dans trois films. Dans un contexte où les huit précédents singles de Dean Martin se sont hissés dans le classement des 40 meilleures ventes aux États-Unis entre 1964 et 1966, trois des chansons incluses dans l'album, Nobody's Baby Again, (Open Up the Door) Let the Good Times In et Lay Some Happiness on Me, sont commercialisées sous forme de singles préalablement à la sortie de Happiness Is Dean Martin. 
Le titre I'm Not the Marrying Kind, reprise de la chanson phare de Lalo Schifrin pour le film Murderer's Row de 1966, dans lequel joue Dean Martin, figure sur l'album. 
Sorti en avril 1967, Happiness Is Dean Martin atteint la 46e place du Billboard 200 aux États-Unis le 29 juillet de la même année. L'album est réédité en CD par Hip-O Records en 2009. 

## Accueil critique
Dans une recension du 6 mai 1967, le magazine Billboard écrit à propos de Happiness Is Dean Martin : « Martin continue ici sur sa lancée […]. Son chant décontracté et tout en douceur n'a jamais été aussi bon ». William Ruhlmann, sur le site AllMusic, attribue à l'album la note de deux étoiles et demie sur cinq. Soulignant le relatif insuccès des récents singles de Dean Martin dans les charts, Ruhlmann estime qu'il était urgent de « changer la formule » mais considère la reprise par le chanteur de la chanson de Patsy Cline She's Got You comme la plus remarquable de tout l'album.

## Liste des titres
1. Lay Some Happiness on Me (Jean Chapel, Bob Jennings) – 2:20
2. Think About Me (Michelle Lewis) – 2:39
3. I'm Not the Marrying Kind (Matt Helm's Theme) (Lalo Schifrin) – 2:00
4. If I Ever Get Back to Georgia (Baker Knight) – 2:44
5. It Just Happened That Way (Fred Carter, Jr.) – 2:57
6. (Open Up the Door) Let the Good Times In (Ramona Redd, Mitchell Torok) – 3:19
7. You've Still Got a Place in My Heart (Leon Payne) – 2:48
8. Sweet, Sweet Lovable You (Dick Glasser) – 2:33
9. He's Got You (Hank Cochran) – 2:45
10. Thirty More Miles to San Diego (Casey Anderson) – 2:57
11. Nobody's Baby Again (Baker Knight) – 2:26[1]